# Roberto Rojas
Roberto Antonio Rojas (Santiago, 8 augustus 1957) is een voormalig Chileens voetballer, die als doelman heeft gespeeld.
Rojas werd door de FIFA in 1989 levenslang geschorst omdat hij tijdens de WK-kwalificatiewedstrijd Brazilië-Chili op woensdag 3 september 1989 instortte nadat hij naar eigen zeggen was geraakt door vuurwerk dat door een Braziliaanse fan op het veld werd gegooid. De Chilenen weigerden de wedstrijd uit te spelen. Nadat de beelden door de FIFA bestudeerd werden en er gezien werd dat het vuurwerk geen contact maakte met Rojas kreeg Brazilië een reglementaire 2-0-overwinning toegekend waardoor Chili uitgeschakeld was. Rojas bekende later in een interview dat hij de wond die tijdens dat moment te zien was, zelf had veroorzaakt met een scheermesje die hij in zijn handschoen had. Hij zei hierover: "Ik hoorde een soort van explosie en viel neer. Door het vuurwerk werd ik niet geraakt. Ik draaide me om naar de rook, dacht aan mijn mesje en sneed in mijn gezicht".
Tevens werd Chili uitgesloten voor deelname aan de WK-kwalificatie voor het WK voetbal 1994. In 2001 kreeg Rojas alsnog amnestie maar hij was toen al te oud om nog terug te keren op het hoogste niveau. Na het plotse einde van zijn voetbalcarrière werd hij keeperstrainer.